# ألكسندر ماليشيف
ألكسندر ماليشيف (بالروسية: Малышев, Александр Анатольевич)‏ هو لاعب كرة قدم روسي في مركز حراسة المرمى، ولد في 8 يناير 1980 في ياروسلافل في روسيا. لعب مع أورال يكاترينبورغ وروتور فولغوغراد وشينيك ياروسلافل.